# Gnophos
Gnophos là một chi bướm đêm thuộc họ Geometridae.

## Các loài
- Gnophos delagardei Prout, 1915
- Gnophos furvata (Denis & Schiffermüller, 1775)
- Gnophos kuldjana (Wehrli, 1953)
- Gnophos macguffini Smiles, 1978
- Gnophos nimbata Alphéraky, 1888
- Gnophos obfuscatus (Denis & Schiffermüller, 1775)
- Gnophos orthogonia Wehrli, 1939
- Gnophos pseudosnelleni Rjabov, 1964
- Gnophos rubricimixta Prout, 1915
- Gnophos sartata (Treitschke, 1827)
- Gnophos sericaria Alphéraky, 1883